# Weymouthia cochlearifolia
Weymouthia cochlearifolia är en bladmossart som beskrevs av Hugh Neville Dixon 1927. Weymouthia cochlearifolia ingår i släktet Weymouthia och familjen Meteoriaceae. Inga underarter finns listade i Catalogue of Life.